# Нотр-Дам-де-Парі (мюзикл)

Постер мюзиклу

Нотр-Дам де Парі (фр. Notre Dame de Paris) — відомий французько-канадський мюзикл, створений за мотивами однойменного роману Віктора Гюго. Композитор — Ріккардо Коччанте. Автор лібрето — Люк Пламондон.
Дебют мюзиклу відбувся 16 вересня 1998 року у Парижі на сцені Palais des congrès de Paris. Цього ж року стартувала скорочена американська версія мюзиклу в Лас-Вегасі і англійська версія в Лондоні. В англійському варіанті майже всі ролі виконували ті самі артисти, що і в оригіналі. Мюзикл потрапив у Книгу Рекордів Гіннеса, як найуспішніший за перший рік роботи. Пісні «Belle» і «Le temps des cathedrales» стали світовими хітами.
В оригінальній версії мюзикл гастролював по Бельгії, Франції, Канаді і Швеції. У французькому театрі «Могадор» в 2000 дебютував той же мюзикл, але з деякими змінами. Цих змін дотримувались італійська, російська, іспанська і інші версії мюзиклу.

## Історія створення
Робота над мюзиклом почалася в 1993 році, коли Пламондон склав зразкове лібретто на 30 пісень і показав його Коччанте, з яким раніше вже працював і написав раніше в пісню «L'Amour existe біс» для Селін Діон. У композитора вже було напоготові декілька мелодій, які він і запропонував для мюзиклу. Згодом вони стали хітами «Belle», «Danse mon Esmeralda» та «Le Temps де cathédrales». Найвідоміша пісня мюзиклу — «Belle» — була написана першою.
За 8 місяців до прем'єри був випущений концепт-альбом — диск із студійними записами 16 головних пісень постановки. Всі пісні були виконані артистами мюзиклу, за винятком партій Есмеральди: у студії їх співала Noa, а в мюзиклі — Елен Сегара. На постановку були запрошені зірки канадської естради — Даніель Лавуа, Брюно Пельтьє, Люк Мервіль, але головну роль Квазімодо віддали маловідомому П'єру Гарану, хоча спочатку композитор писав партії Квазімодо для себе. Ця роль і прославила П'єра, який взяв собі псевдонім Гару.
У 2008 році відбулася прем'єра корейської версії мюзиклу. У 2010 році відбулася прем'єра бельгійської версії мюзиклу.

## Час дії
У початковій пісні мюзиклу — «Le temps des cathedrales», вказується, що події, описані в мюзиклі, відбуваються у 1482 році. Але у пісні «Florence» герої твору (Гренгуар і Фролло) обговорюють події, які сталися набагато пізніше вищевказаного року. Зокрема, Фролло згадує Біблію Мартіна Лютера, хоча відомо, що Лютер народився у 1483 році.

## У ролях

### В Україні
15 і 16 лютого 2016 У Палаці «Україна» з аншлагом пройшли два концерти мюзиклу Notre Dame de Paris, у якому зіграли українські артисти.
Головні ролі у мюзиклі отримали учасники шоу «Голос країни»:
- Ольга Жмурина — фатальна циганка Есмеральда,
- Арсен Мірзоян, у 2019 р. його замінив Зіновій Карач — дзвонар Квазімодо,
- Антон Копитін — диякон Клод Фролло,
- Вікторія Васалатій — білявка Флер де Ліз,
- Віктор Романченко — Клопен,
- Михайло Дімов — П'єр Гренгуар,
- Аркадій Войтюк — молодий красень Феб де Шатопер.

Симфонічним оркестром керував правнук і тезка знаменитого українського композитора Микола Лисенко-молодший. Участь також брали ритм-група і хор.

### Франція
- Ноа, потім Елен Сегара — Есмеральда
- Даніель Лавуа — Фролло
- Брюно Пельтьє — Гренгуар
- Гару — Квазімодо
- Патрік Фьорі — Феб де Шатопер
- Люк Мервіль — Клопен
- Жюлі Зенатті — Флер-де-Ліс